# Zelithophaga truncata
Zelithophaga truncata är en musselart som först beskrevs av Gray 1843.  Zelithophaga truncata ingår i släktet Zelithophaga och familjen blåmusslor. Inga underarter finns listade i Catalogue of Life.